# فرودگاه بین‌المللی گلاسگو
فرودگاه بین‌المللی گلاسگو (به انگلیسی: Glasgow International Airport) (به زبان بومی: Port-adhair Eadar-nàiseanta Ghlaschu) یک فرودگاه همگانی مسافربری با کد یاتا GLA است که یک باند فرود آسفالت دارد و طول باند آن ۲۶۶۵ متر است. این فرودگاه در شهر گلاسکو کشور اسکاتلند قرار دارد و در ارتفاع ۸ متری از سطح دریا واقع شده است.

## شرکت‌های هواپیمایی و مقصدهای پروازی

### مسافری
| شرکت‌های هواپیمایی                          | مقصدهای پروازی |
| ------------------------------------------ | --- |
| Aer Lingus Regional اجرا توسط استوبارت ایر | کرک، دونیگل، دوبلین |
| ایر کانادا روژ                             | فصلی: پیرسون تورنتو |
| ایر فرانس اجرا توسط هاپ!                   | شارل دوگل پاریس (پایان در ۲۸ اکتبر ۲۰۱۷) |
| ایر ترانسات                                | پیرسون تورنتو فصلی: ونکوور |
| آلبااستار                                  | چارتر فصلی: مالاگا، پالما د مایورکا، ورونا |
| امریکن ایرلاینز                            | فصلی: فیلادلفیا |
| ای‌اس‌ال ایرلاینز فرانسه                     | چارتر فصلی: ایبیزا، پالما د مایورکا |
| آسترین ایرلاینز                            | چارتر فصلی: وین |
| بی‌اچ ایر                                   | فصلی: بورگاس |
| بلو ایر                                    | هنری کواندا فصلی: یاش |
| بریتیش ایرویز                              | گاتویک، هیترو لندن |
| بریتیش ایرویز اجرا توسط بی‌ای سیتی‌فلایر     | لندن سی‌تی چارتر فصلی: بارسلونا-ال پرات، فارو، مالاگا، منورکا، میلانو مالپنسا، پالما د مایورکا، رئوس، زالتسبورگ، ونیز مارکو پولو |
| دلتا ایرلاینز                              | فصلی: جان اف کندی |
| ایزی‌جت                                     | آلیکانته-الچه، اسخیپول آمستردام، بلفاست، برلین شونفلد، بریستول، فارو، جرزی، گاتویک، لوتن لندن، استانستد لندن، مالاگا، میلانو مالپنسا، شارل دوگل پاریس فصلی: بوردو–مریگناک، ژنو، جزیره کوس، مارسی پروانس، پالما د مایورکا، اسپلیت |
| Eastern Airways                            | جزیره من |
| هواپیمایی امارات                           | دوبی |
| یورو وینگز                                 | دوسلدورف |
| یورو وینگز                                 | دوسلدورف |
| یورو وینگز اجرا توسط جرمن‌وینگز             | دوسلدورف |
| فلای‌بی                                     | شهری جورج بست بلفاست، بیرمنگام، کاردیف، اکستر، ایست میدلند، ساوت‌همپتون فصلی: جرزی، نیوکوئی کورنوال |
| فلای‌بی اجرا توسط Eastern Airways           | منچستر، استورنووی، سومبرگ (all begin ۱ سپتامبر ۲۰۱۷) |
| فلای‌بی اجرا توسط Loganair                  | اسکاتلند، بارا، بنبکولا، کمبلتاون، لیدز برادفورد، ایسلی، کرکوال، استورنووی، منچستر، سومبرگ، تایری (all end ۳۱ اوت ۲۰۱۷) فصلی: فلسلند برگن (پایان در ۳۱ اوت ۲۰۱۷) |
| فلای‌بی اجرا توسط استوبارت ایر              | جنوبی لندن (آغاز از ۲۹ اکتبر ۲۰۱۷) |
| ایسلندایر                                  | کفلاویک |
| جت۲.کام                                    | آلیکانته-الچه، فوئرته‌ونتورا، گرن کناریا، لانزاروته، کریستیانو رونالدو، تنریف جنوبی فصلی: آنتالیا، بارسلونا-ال پرات، میلاس-بودروم (برقراری مجدد از ۳ مه ۲۰۱۸)، کورفو، دالامان، دوبروونیک، فارو، ژنو، جیرونا-کاستا براوا، گرنوبل-ایزره، مالاگا، هراکلین، ایبیزا، سفلوونیا (آغاز از ۹ مه ۲۰۱۸)، لارناکا، مالت، منورکا، پالما د مایورکا، پافوس، پراگ رازیون، رئوس، رود، لئوناردو دا وینچی-فیومیچینو، سالونیک (آغاز از ۸ مه ۲۰۱۸)، زاکینثوس |
| کاال‌ام                                     | اسخیپول آمستردام |
| کاال‌ام اجرا توسط کی‌ال‌ام سیتی‌هاپر           | اسخیپول آمستردام |
| Loganair                                   | اسکاتلند، بارا، بنبکولا، کمبلتاون، لیدز برادفورد، ایسلی، کرکوال، استورنووی، منچستر، سومبرگ، تایری (all begin ۱ سپتامبر ۲۰۱۷) |
| لوفت‌هانزا                                  | مونیخ |
| رایان‌ایر                                   | آلیکانته-الچه، برلین شونفلد، بروکسل جنوب شرلروآ، دری، دوبلین، فرانکفورت (آغاز از ۵ سپتامبر ۲۰۱۷)، گرن کناریا، جان پل دوم کراکوف-بالیس (آغاز از ۲۹ اکتبر ۲۰۱۷)، لیسبون پورتلا، استانستد لندن، لانزاروته، مادرید-باراخاس (آغاز از ۲۹ اکتبر ۲۰۱۷)، مالاگا، ریگا، صوفیه، والنسیا، وارساو مادلن، وروتسواف کوپرنیکوس فصلی: ایگناسی یان پادرفسکی بیدگوشچ، کارکاسون، خانیا، پالانگا، زادر                                                      |
| Small Planet Airlines                      | چارتر فصلی: ایوالو |
| Thomas Cook Airlines                       | آنتالیا، لانزاروته، تنریف جنوبی فصلی: آلیکانته-الچه، آلمریا (پایان در ۱۸ اکتبر ۲۰۱۷)، بورگاس، کانکون، کینتانا رو، کورفو، دالامان، فوئرته‌ونتورا، گرن کناریا، هراکلین، غردقه (آغاز از ۳ نوامبر ۲۰۱۷)، ایبیزا، جزیره کوس (آغاز از ۷ مه ۲۰۱۸), لارناکا، مک‌کاران، منورکا، اورلاندو، پالما د مایورکا، رئوس، رود، زاکینثوس |
| Thomson Airways                            | آلیکانته-الچه، فوئرته‌ونتورا (پایان در ۲۱ اکتبر ۲۰۱۷)، لانزاروته، امیلکر کبرل، تنریف جنوبی فصلی: بورگاس، کانکون، کینتانا رو، کورفو، دالامان، دوبروونیک، گرن کناریا، هراکلین، ایبیزا، لارناکا، مالاگا (پایان در ۶ مه ۲۰۱۸)، منورکا، ناپل، اورلندو سنفورد، پالما د مایورکا، پافوس، رئوس، رود، زالتسبورگ (آغاز از ۲۶ مه ۲۰۱۸), زاکینثوس چارتر فصلی: شامبری ساووی، ژنو، تورین کاسله، ورونا، زاکینثوس                                        |
| یونایتد ایرلاینز                           | فصلی: لیبرتی نیوآرک |
| ویرجین آتلانتیک                            | فصلی: اورلاندو |
| وست جت                                     | فصلی: هلفکس استانفیلد، پیرسون تورنتو |
| ویز ایر                                    | هنری کواندا، بوداپست فرنک لیست، گدایسک لخ والسا، کاتوویتس، شوپن ورشو |

### باری
| شرکت‌های هواپیمایی                            | مقصدهای پروازی           |
| -------------------------------------------- | ------------------------ |
| فدکس اکسپرس اجرا توسط ای‌اس‌ال ایرلاینز ایرلند | نیوکاسل، شارل دوگل پاریس |
| فدکس اکسپرس اجرا توسط Swiftair               | استانستد لندن            |

## حوادث
در ۳ سپتامبر ۱۹۹۹، یک هواپیمای سسنا ۴۰۴ که ۹ نفر از کارمندان Airtours را از گلاسگو به آبردین با یک پرواز جابجا می‌کرد، پس از برخاست در حوالی شهر لینوود، رنفروشایر دقایقی سقوط کرد. هشت نفر کشته و سه نفر به شدت زخمی شدند. هیچ‌کس روی زمین آسیب ندید. بعداً یک تحقیق مرگبار در مورد تصادف نشان داد که هواپیما هنگام برخاست دچار نقص عملکرد موتور شده است. اگرچه کاپیتان تصمیم به بازگشت به میدان هوایی گرفت، وی به اشتباه موتور کار را به عنوان موتور معیوب شناسایی کرد و آن را خاموش کرد و باعث سقوط هواپیما شد. در ۳۰ ژوئن ۲۰۰۷، یک روز پس از حملات ناموفق خودرو بمب‌گذاری شده در لندن، حمله به فرودگاه بین‌المللی گلاسگو رخ داد. یک جیپ چروکی شعله‌ور به ورودی ترمینال اصلی رانده شد. دو نفر، یک نفر سوار، قبل از دستگیری توسط ترکیبی از افسران پلیس، افسران امنیتی فرودگاه و شاهدان، از وسیله نقلیه فرار کردند. یکی از این افراد در ماه‌های بعدی به دلیل جراحات وارده در این حمله درگذشت. موانع جدید و اقدامات امنیتی برای جلوگیری از وقوع حادثه مشابه اضافه شده است.